# Maud Comstedt-Grünewald
Maud Comstedt-Grünewald, född 18 april 1920 i Paris, död 17 april 1984 i Saltsjöbaden, var en svensk målare. Hon var från 1946 gift med Iván Grünewald.
Comstedt tillbringade sina första sju år i Paris, där hennes föräldrar drev en restaurang i konstnärskvarteren. Hon studerade vid Högre konstindustriella skolan 1939–1940 och vid Edvin Ollers målarskola 1940–1941 samt vid Isaac Grünewalds målarskola 1941–1946, där träffade hon även sin blivande make Iván. Hon deltog som extraelev i teckning vid Konsthögskolan 1942–1943. Hon medverkade under 1940-talet i utställningar i bland annat Stockholm, Sundsvall och Saltsjöbaden, men hennes genombrott kom först efter en utställning i början på 1970-talet. 
Hennes konst består av stilleben, figurer och djurporträtt i olja. Comstedt-Grünewald är representerad vid bland annat Moderna museet.